# Счастливая странница
Счастливая странница (англ. The Fortunate Pilgrim) (в итальянском переводе Мамма Лючия; итал. Mamma Lucia) — роман американского писателя Марио Пьюзо, изданный в 1965 году. В романе повествуется о драматической истории семьи итальянских иммигрантов в Нью-Йорке. Два десятилетия жизни, любви и страданий в Маленькой Италии в 30-е годы XX века, рассказанные с нежностью и гневом. В 1988 году по роману был снят телесериал «Мамма Лючия» с Софи Лорен в главной роли.
Автор посвятил роман своей семье и Норману. Марио Пьюзо считал этот роман своей самой поэтической и профессиональной работой. Книга была благосклонно принята литературной критикой, но не нашла понимания среди читателей. Прототипом главной героини послужила мать писателя.

## Эпиграф
«Всякий человек с раннего детства до гробовой доски лелеет в сердце неукротимую надежду, что, сколько бы преступлений он сам ни совершил, от скольких бы ни страдал, скольким бы ни ужасался, в конечном счете судьба все равно обойдется с ним милосердно. Убеждение это — святая святых для любого человеческого существа».

Саймон Уэйл.

## Сюжет
Анджелуцци (англ. Angeluzzi), семья итальянских иммигрантов прибывает в Нью-Йорк. Оставив бесплодное крестьянское хозяйство на родине, они оказываются в тесном мире Маленькой Италии. Главная героиня, Лючия Санта, или Мамма Лючия, по инициативе которой семья отправилась за океан, замужем за Антонио Анджелуцци, другом детства, от которого она родила троих детей — сыновей Лоренцо (Ларри), Винченцо (Винни) и дочь Октавию. С самого начала жизни на новом месте Анджелуцци сталкиваются с бедностью и расизмом. Выстоять при таких обстоятельствах семье помогает сильная воля главной героини и её приверженность итальянским ценностям.
Овдовев, Лючия Санта снова выходит замуж за вдовца по имени Фрэнк Корбо, принимая заботы о трёх его детях — сыновьях Джино и Сальваторе и дочери Эйлин. Причиной повторного брака стало то, что она, будучи вдовой, не могла самостоятельно содержать своих троих детей. Несмотря на то, что Фрэнк Корбо имеет постоянную работу на железной дороге, семья проживает в небольшой трёхкомнатной квартире в доме на 10-й авеню.
Началась Великая депрессия. Джо Бьянко, друг Джино, следуя совету своего отца, кладёт на счёт в банке 230 долларов, достаточно большую сумму по тем временам, но банк банкротится. Отец Джо теряет еще большее состояние, 5000 долларов, заработанные им за 20 лет непосильного труда в тяжёлых условиях. Когда Джино приходит домой, он узнает, что бизнесмен Панеттьери потерял 10 000 долларов на фондовом рынке. Джино и Ларри испытывают облегчение. Они знают, что после смерти первого мужа Маммы Лючии суд присудил ей 3000 долларов для неё лично и по 1000 долларов каждому ребенку. Она не понесла эти деньги в банк, но тайно сохранила их.
Дети Маммы Лючии работают с самого детства. Вместо летнего отдыха и игр со своими друзьями, Винченцо вынужден работать на Панеттьери за 5 долларов в неделю. Он таскает тяжёлые мешки с мукой. Этот сын Маммы Лючии внезапно умирает. Джино, поддавшись дурному влиянию своего друга Джо Бьянко, становится преступником.
Фрэнк Корбо находит работу на фабрике какао-шоколада. Непосильный труд в конечном итоге сводит его с ума. Он попадает в психиатрическую больницу. Чтобы обеспечить семью, Ларри и Октавия устраиваются на работу. Ларри устраивается на работу в организацию, которую контролирует местный крёстный отец, дон Ди Лукка. Когда Ларри женится, Мамма Лючия беспокоится, так как теперь заработок её сына останется в его собственной семье. Октавии приходится больше работать швеёй за меньшую плату, чтобы обеспечить себя. По этой причине ей приходится пожертвовать своей мечтой стать учительницей. Перетрудившись, она попадает в больницу. Восстановившись, Октавия выходит замуж за еврея Нормана Бержерона.
В конце осуществляется мечта Маммы Лючии, семья покупает большой дом в Лонг-Айленде, где каждому находится место.